# National Roman Legion Museum

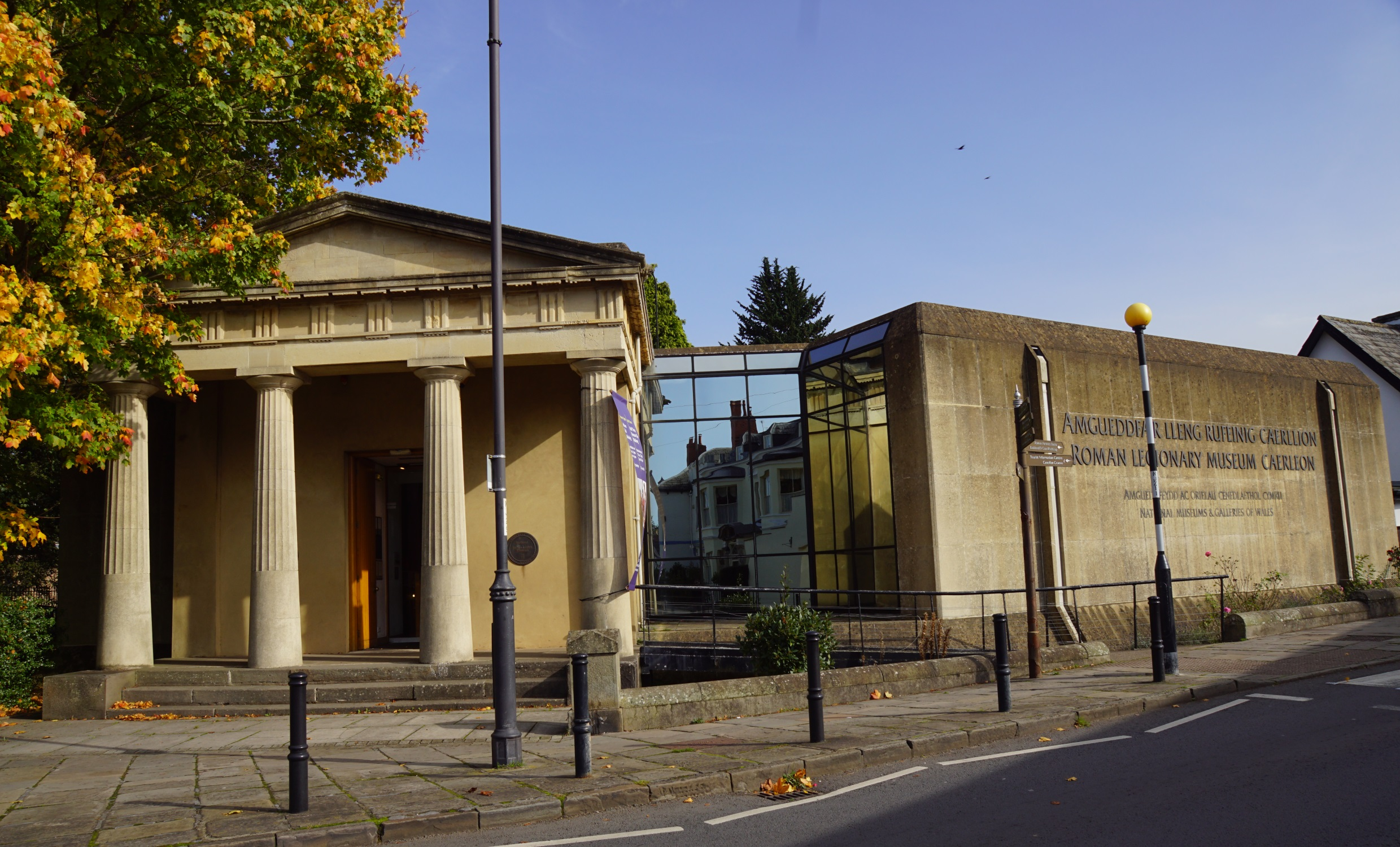
Het National Roman Legion Museum in Caerleon.

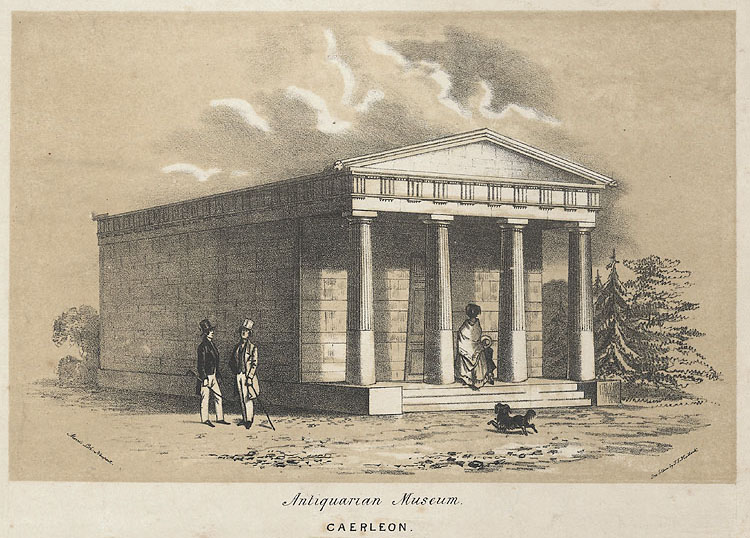
Het Antiquarian Museum in de 19e eeuw.

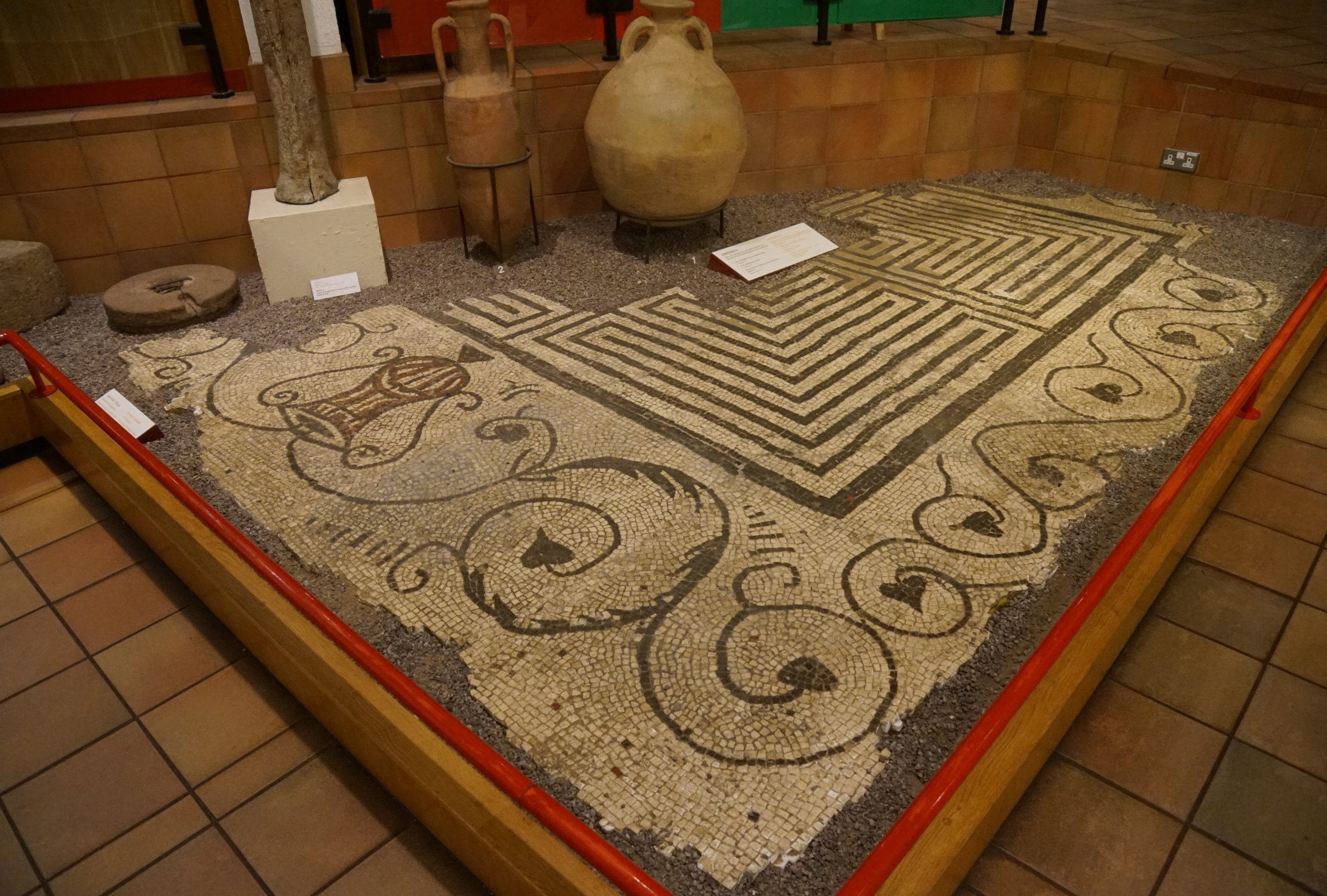
Een deel van een mozaïekvloer.

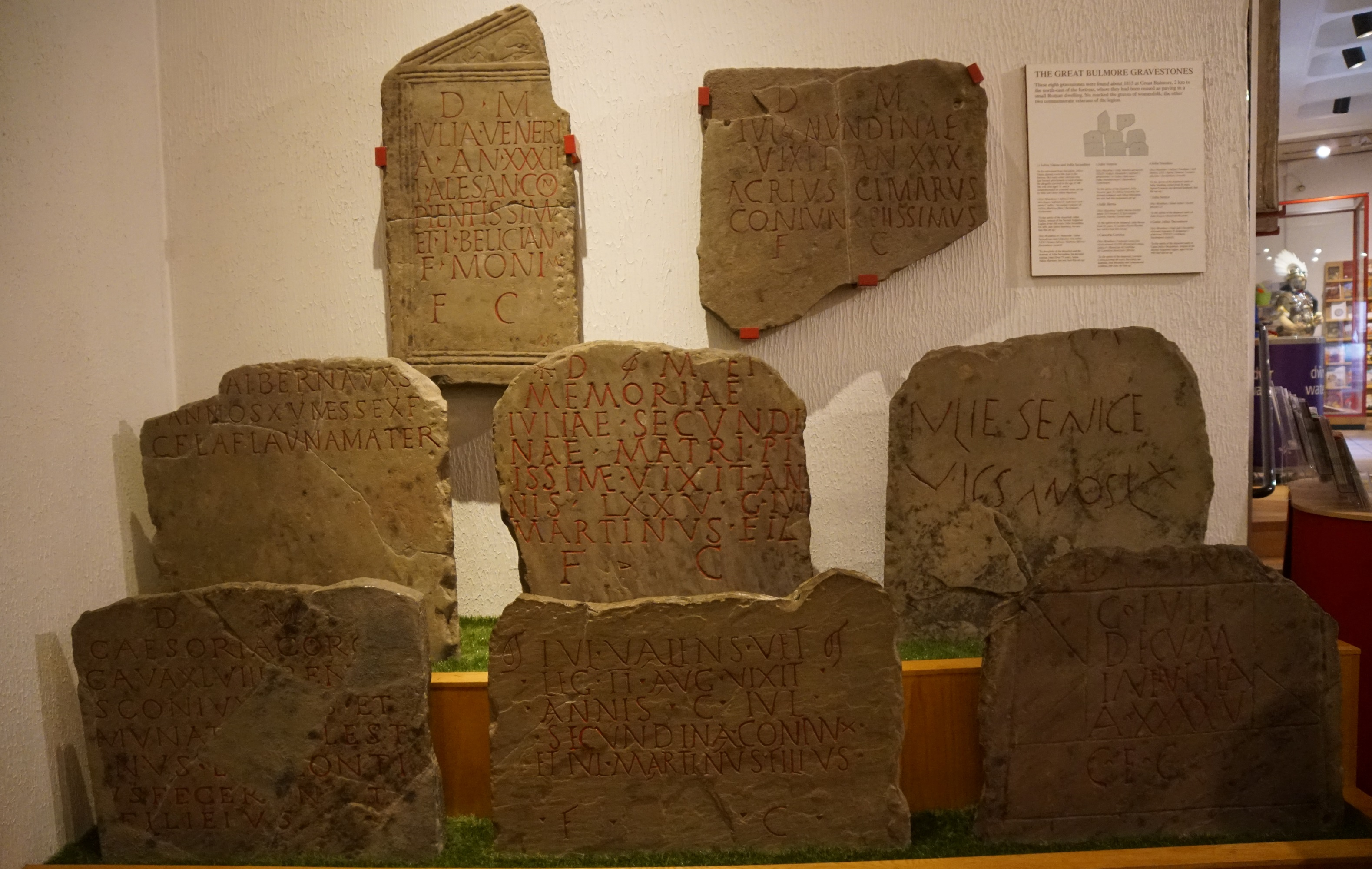
De acht Great Bulmore-grafstenen werden gevonden in 1815, twee kilometer ten noordoosten van het fort, en herdenken zes vrouwen (Julia Secundina, Julia Veneria, Julia Iberna, Caesoria Corocca, Julia Nundina, Julia Senica) en twee veteranen van het legioen (Julius Valens en Gaius Julius Decuminus).

Het National Roman Legion Museum (in het Welsh: Amgueddfa Lleng Rufeinig Cymru), ook National Roman Legionary Museum genoemd, is een museum, gelegen in Caerleon in de Welshe regio Newport in het historisch graafschap Monmouthshire in Groot-Brittannië. De collectie omvat vondsten afkomstig uit het Romeinse legioenfort Isca Augusta. Het museum maakt deel uit van het National Museum Wales.

## Geschiedenis
John Edward Lee (1808-1887) richtte in 1847 de Caerleon Antiquarian Association (Caerleon Archeologische Vereniging) op en deze vereniging opende een museum in Caerleon in 1850 om de vondsten uit Isca Augusta te bewaren en tentoon te stellen aan het publiek. In 1930 werd het museum overgenomen door het National Museum Wales.

## Gebouw
Het National Roman Legion Museum is gelegen aan de High Street in Caerleon. Het museumgebouw werd als een Griekse tempel gebouwd, volgens de in de 19e eeuw geldende ideeën. Zo werd het gebouw belicht van bovenaf. Het gebouw heeft een voorportaal met vier Dorische zuilen van oöliet naar een ontwerp van Henry Francis Lockwood (1811-1878) uit Hull. 
In 1951 werd het gebouw weliswaar opgenomen als monument van het Grade II-niveau, doch werd in 1987 grotendeels afgebroken en herbouwd in een moderne stijl van staal, glas en steen. Enkel het voorportaal werd behouden is is nog een Grade II-monument.

## Collectie
Het museum vertelt de geschiedenis van de Romeinen in Wales en focust op Isca Augusta, het legioenfort waar het huidige Caerleon overheen is gebouwd. De collectie omvat archeologische vondsten uit dit fort, zoals grafstenen, mozaïeken, gebruiksvoorwerpen, aardewerk, wapens en munten.